# Christen Dalsgaard

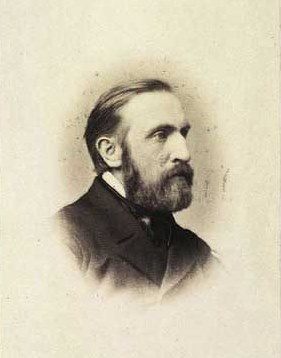
Christen Dalsgaard, 1866

Christen Dalsgaard (Skive, 30 de octubre de 1824-Sorø, 11 de febrero de 1907) fue un pintor romántico danés.

## Biografía
Interesado por la pintura desde niño, se mudó a Copenhague en 1841 para estudiar en la Real Academia de Bellas Artes de Dinamarca, donde fue alumno de Christoffer Wilhelm Eckersberg y  Johan Ludwig Lund, entre otros; con clases privadas de Martinus Rørbye.
En 1944, recibió la influencia del historiador artístico Niels Lauritz Høyen, quien lo animó a centrarse en una temática más localista.
Debutó en la  Exposición de primavera de Charlottenborg en 1847, en la participó también en años sucesivos.
En 1855, pintó el retablo de la iglesia de su localidad natal.
Se casó en 1857 con Hansine Marie Hansen y se mudaron a Frederiksberg, donde se codeó con otros grandes artistas como Constantin Hansen, Wilhelm Marstrand, Peter Christian Skovgaard, Vilhelm Kyhn, Godtfred Rump o Frederik Vermehren.
Fue profesor de dibujo en la Academia de Soro.

## Galería

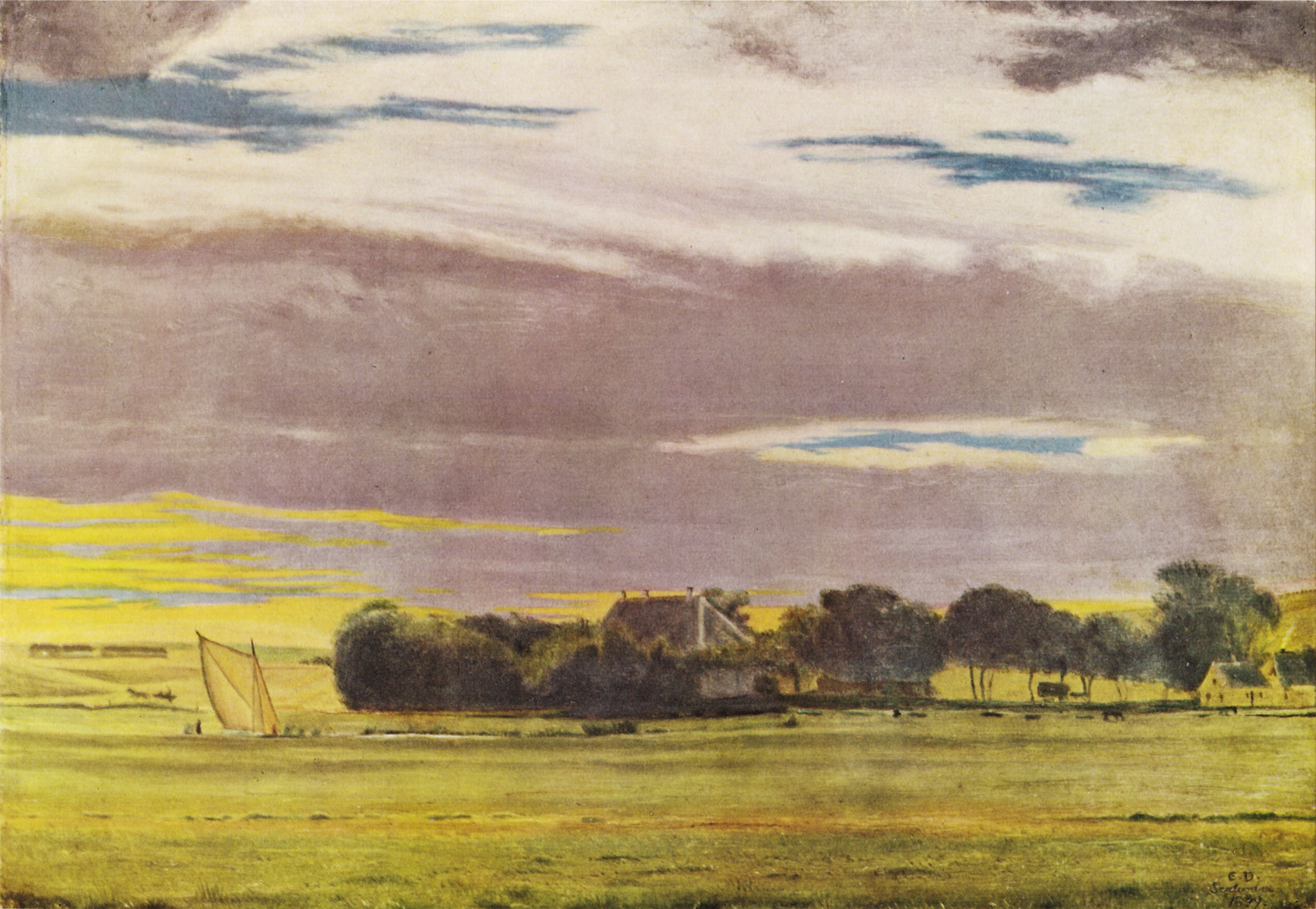
Paisaje de la región de Skive con casa (Landskab fra Skiveegnen med Skivehus, 1849)
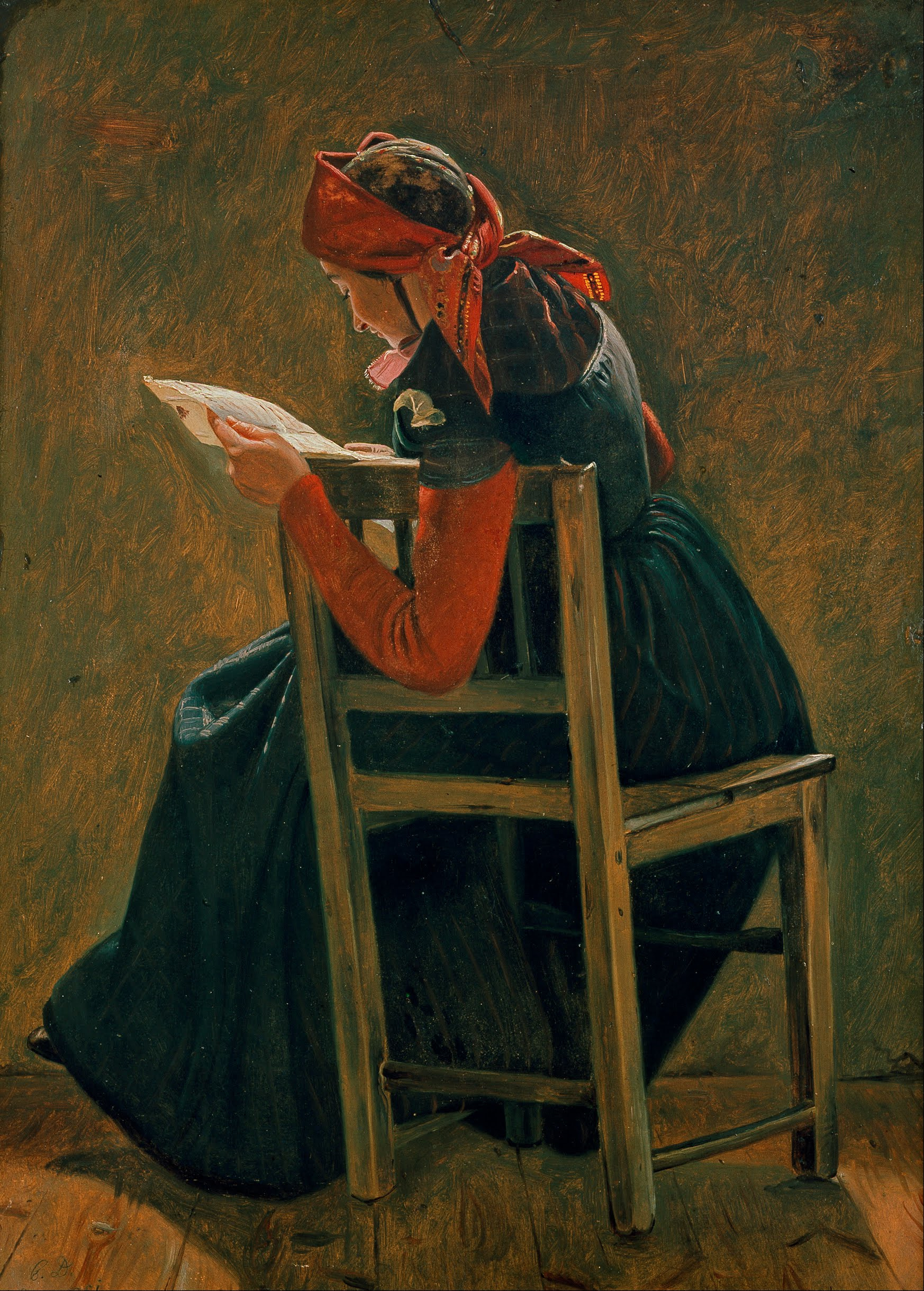
Chica leyendo (1851)
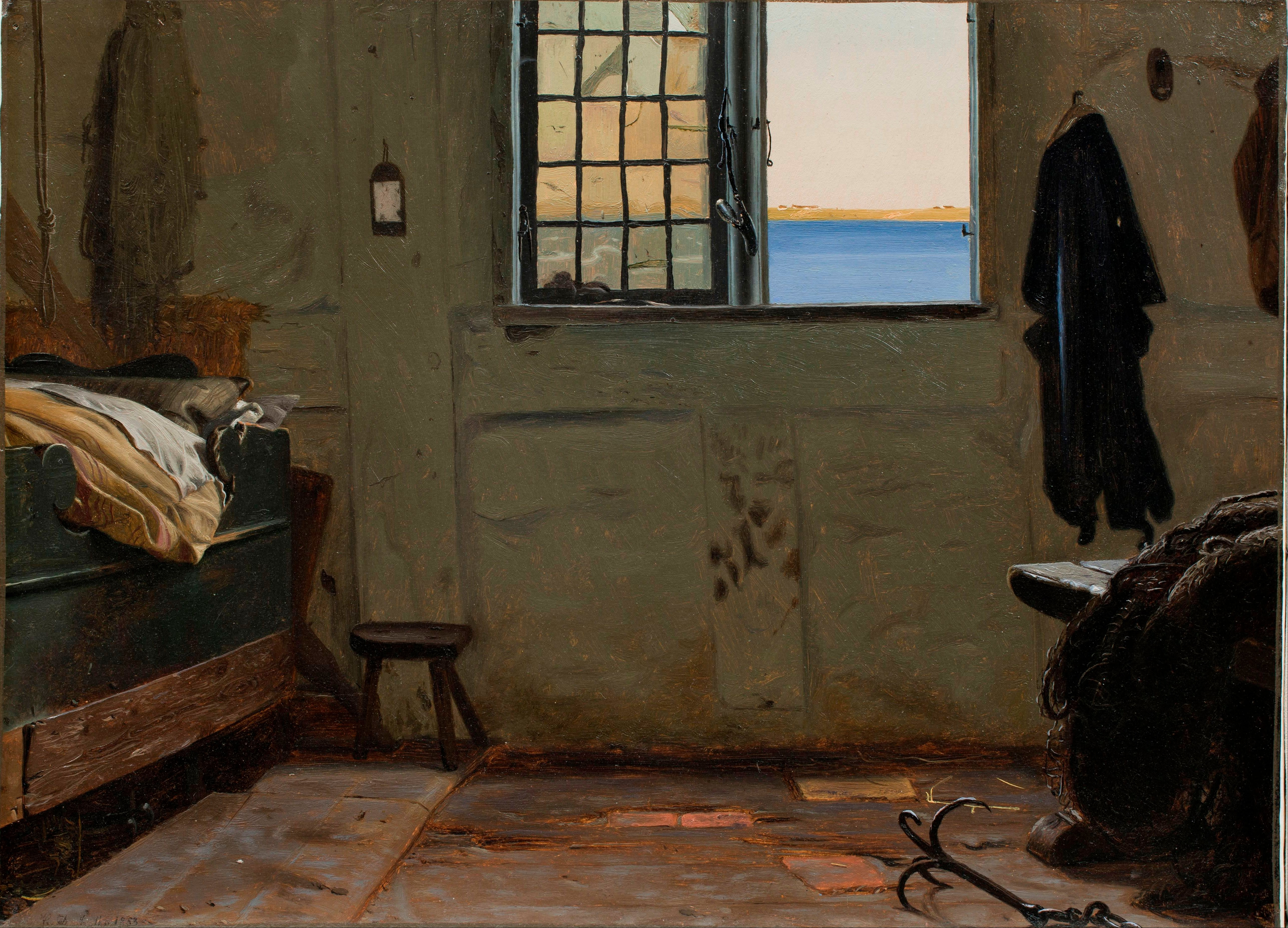
Habitación de pescador (1853)
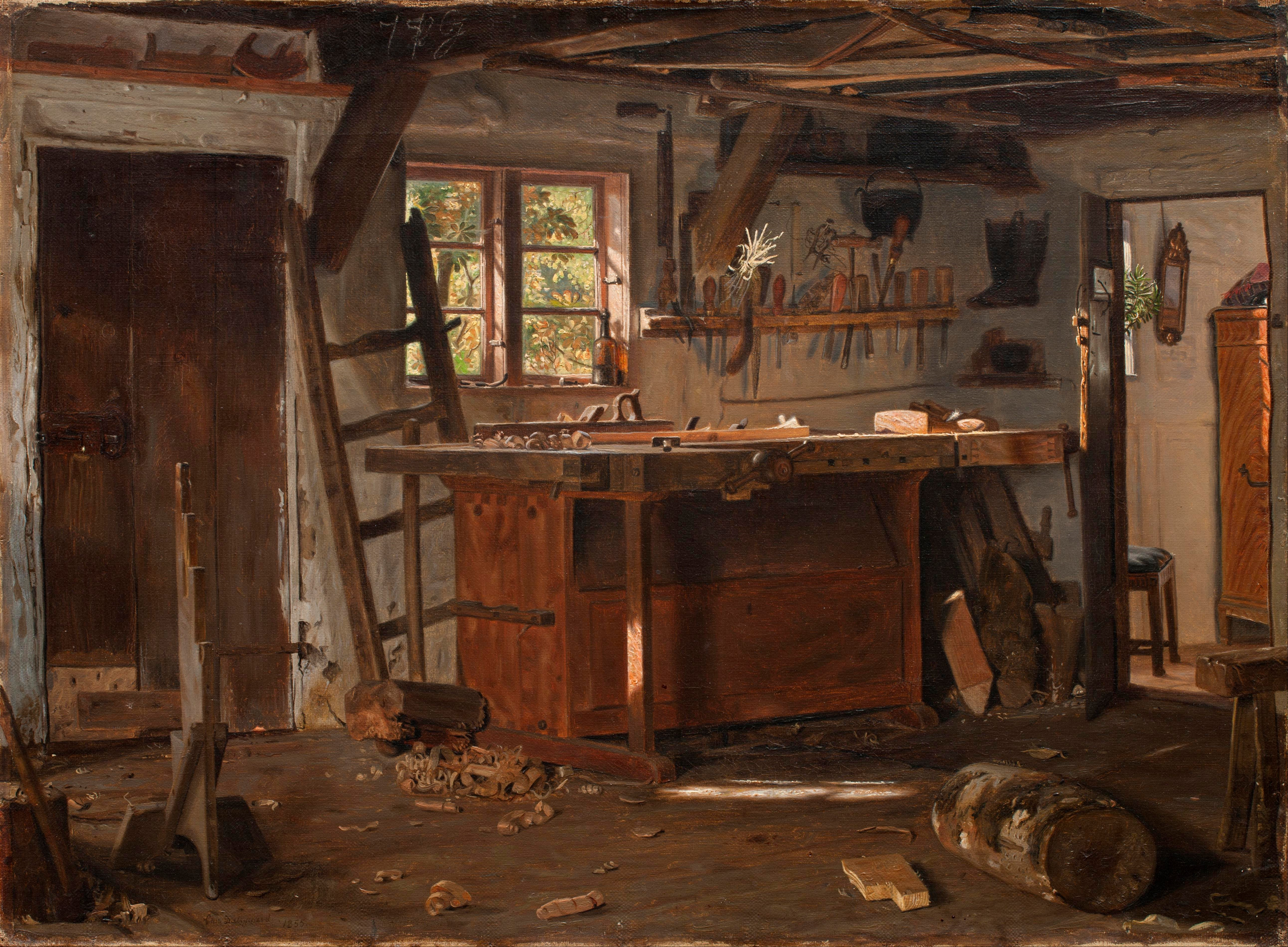
Taller de carpintero (1855)
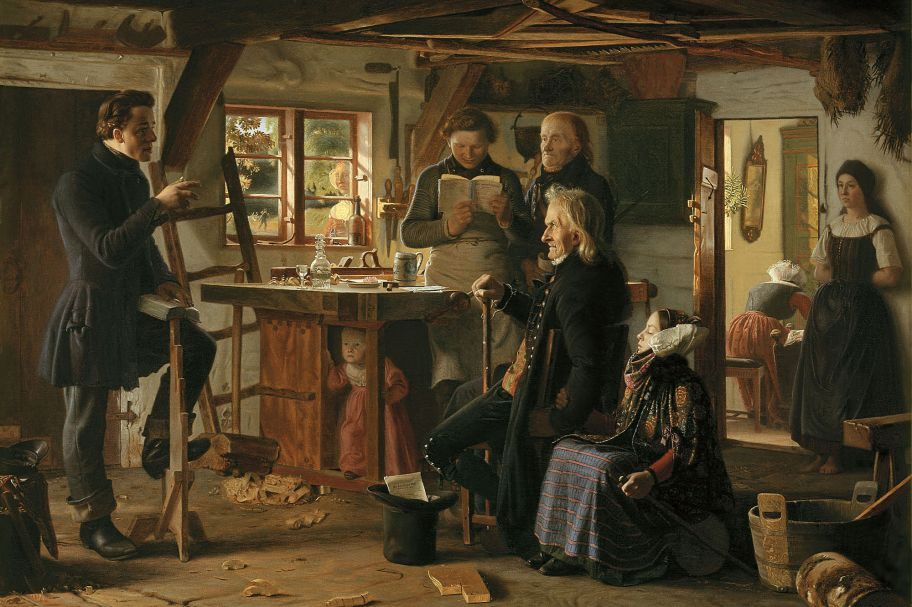
Los mormones visitan a un carpintero del campo (Mormoner på besøg hos en tømrer på landet, 1856)
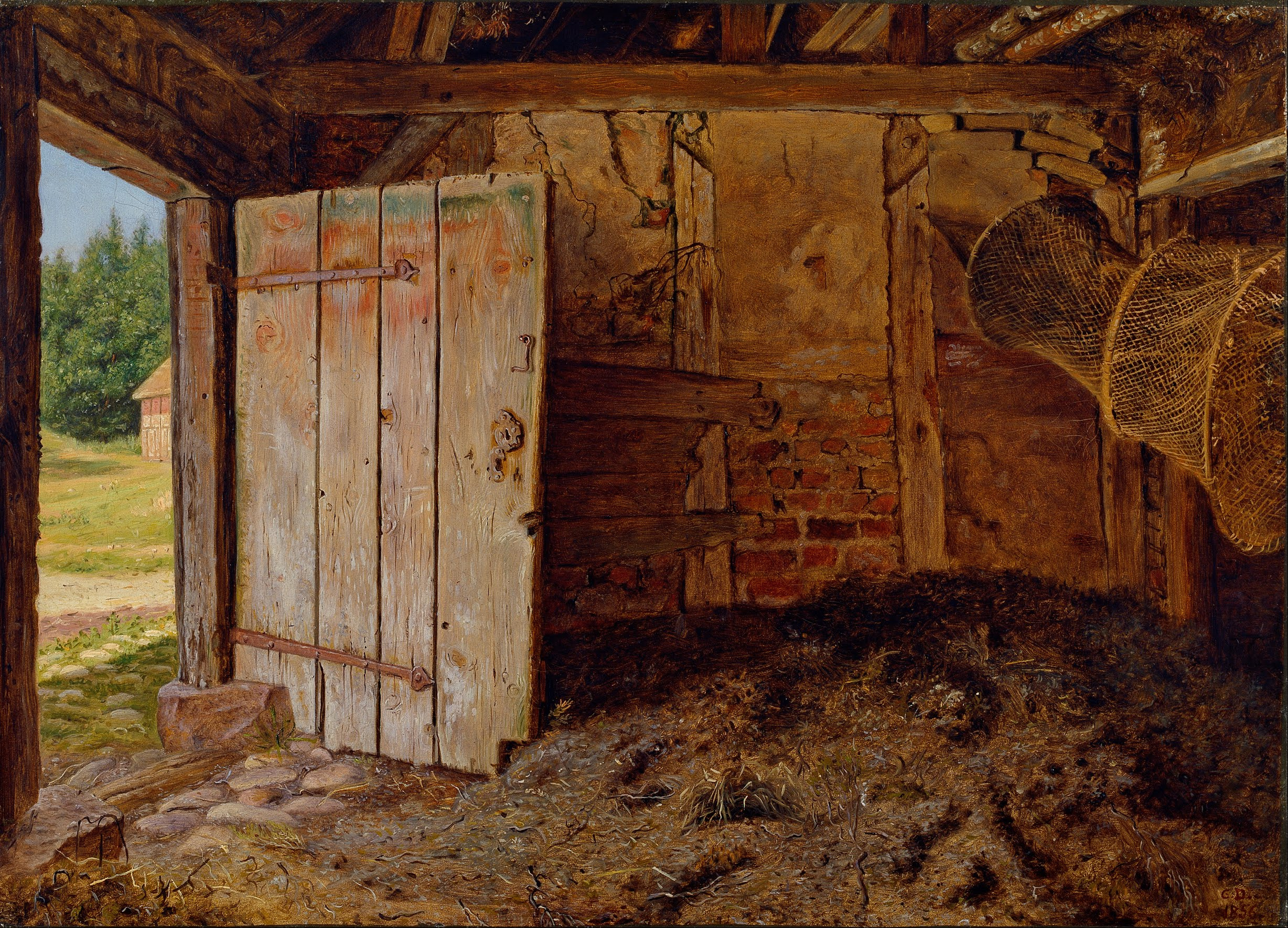
Interior de cobertizo (1856)
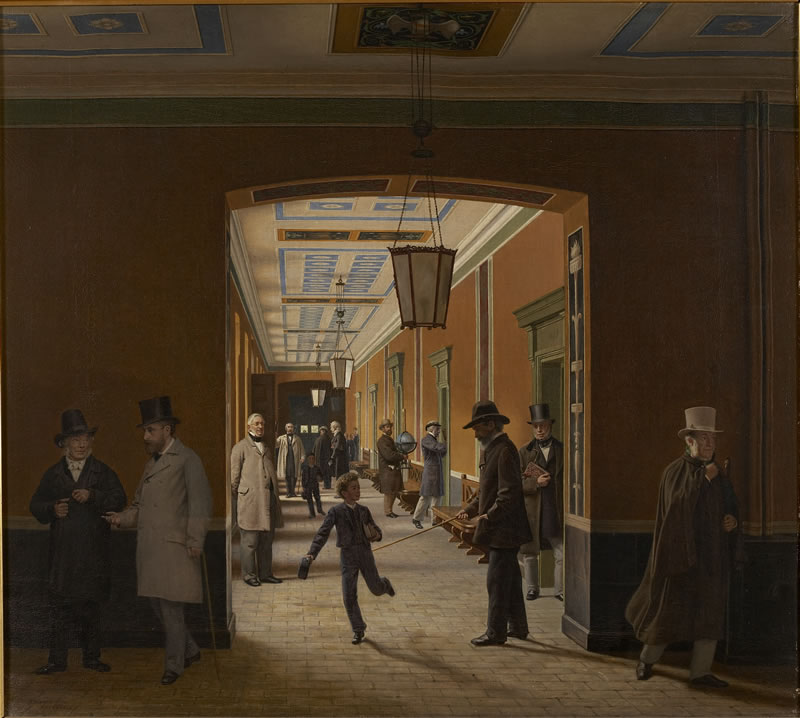
Entrada de piedra de la Academia de Sorø (Stengangen på Sorø Akademi, 1871)
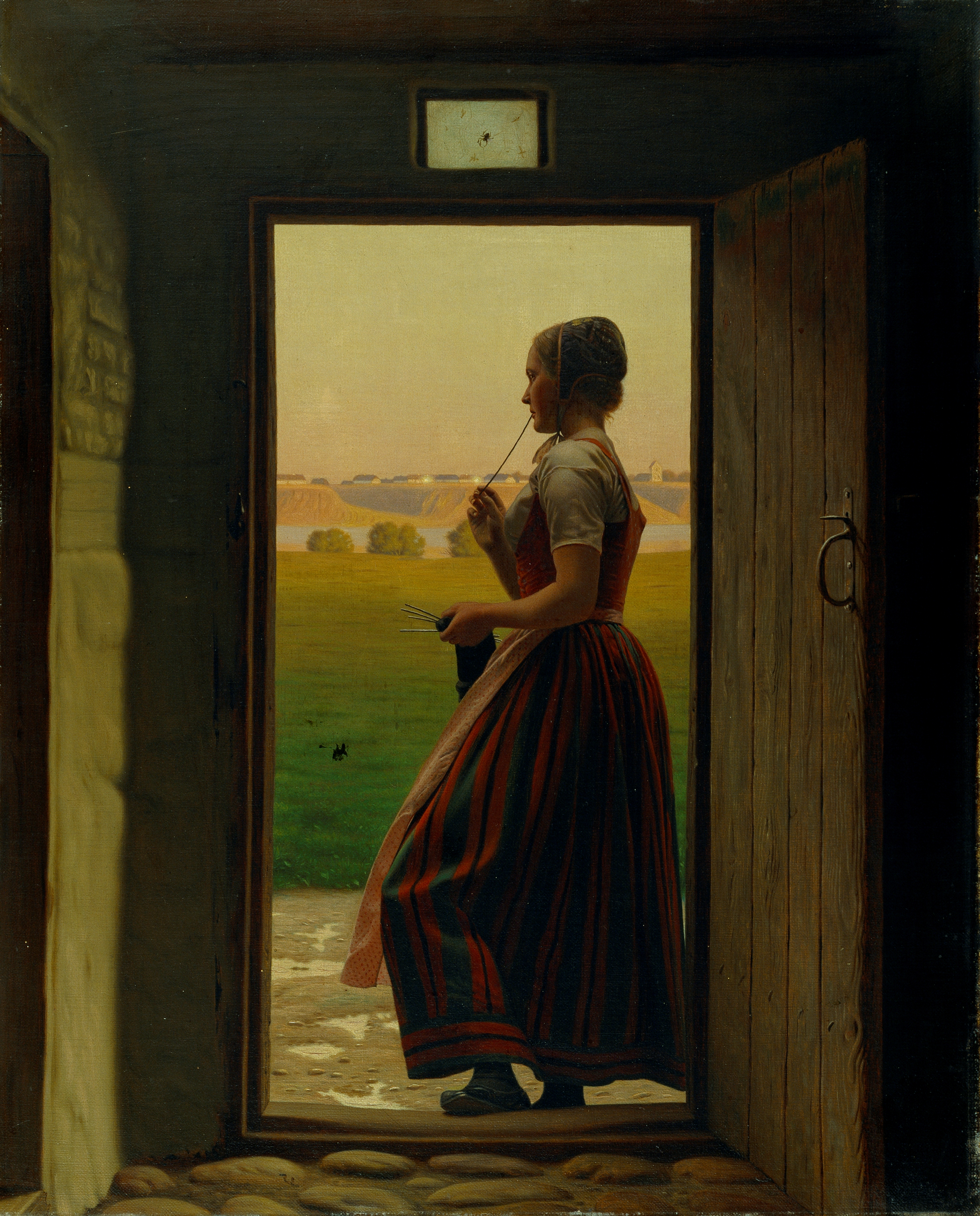
¿Me pregunto si vendrá? (Mon Han Dog ikke Skulle Komme ?, 1879)